# Warenhaus Rothberger

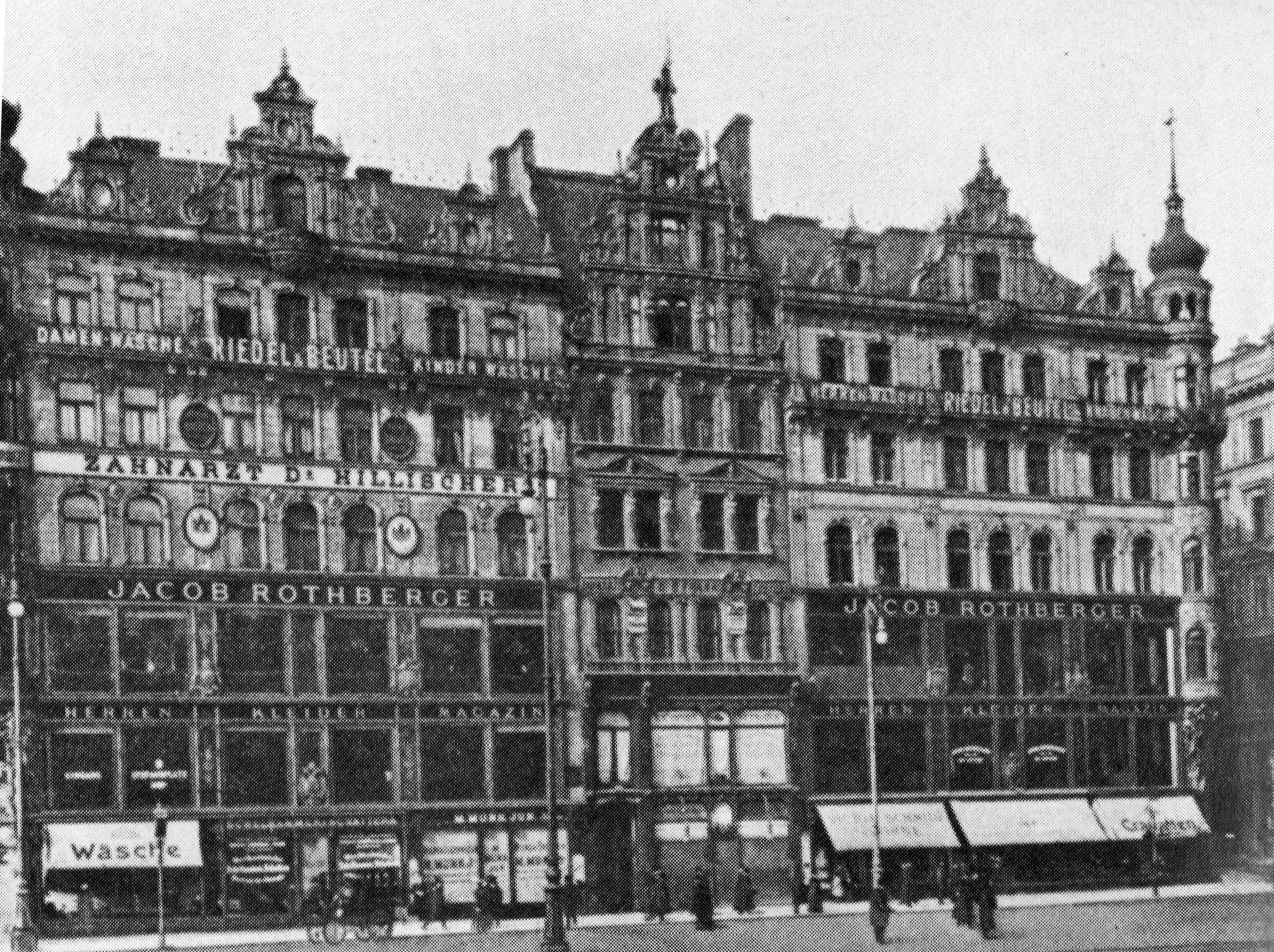
De twee delen van het warenhuis werden gescheiden door het smalle gebouw aan de Stephansplatz 10

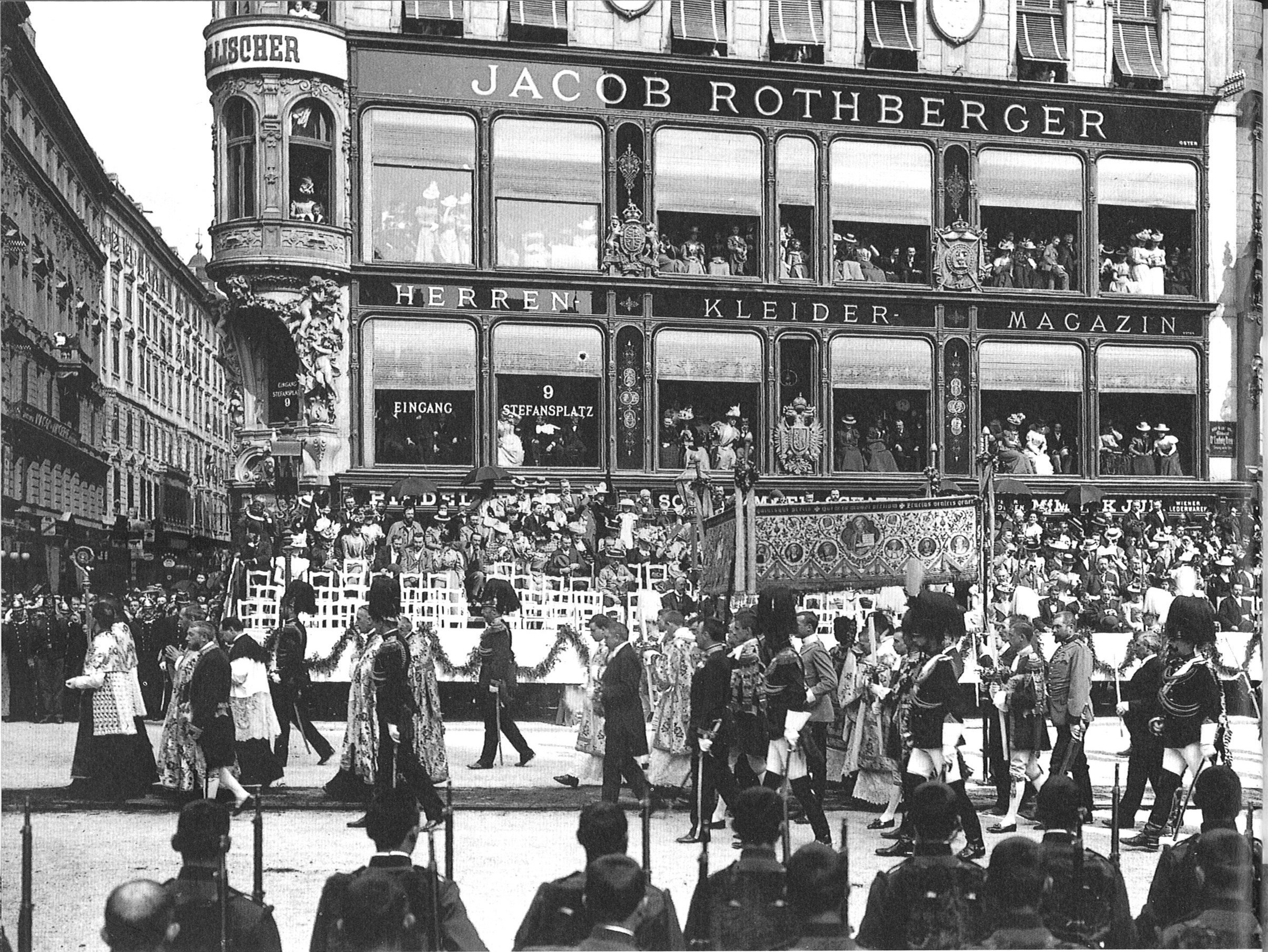
Keizer Frans Jozef I te voet tijdens de Corpus Christi-processie. Toeschouwers huurden de beste plaatsen in het Warenhaus Rothberger om de keizer van dichterbij te kunnen bekijken

Het Warenhaus Rothberger was een groot textielwarenhuis aan de Stephansplatz 9 en 11 in het centrum van Wenen. Het warenhuis was actief tot 1938.

## Geschiedenis
De oprichter van het bedrijf, Jacob Rothberger, werd geboren op 9 december 1825 in Albertirsa, district Pest in Hongarije. Hij werkte enkele jaren als kleermaker in Parijs, waar hij ook zijn gezellenwerk voltooide. In 1855 vroeg hij een vergunning aan om als kleermaker in de binnenstad van Wenen te werken, die hij in 1856 ontving. Vanaf het begin had Rothberger ook een voorraad confectiekleding. In 1861 opende hij een kleine winkel op de derde verdieping van het pand aan de Stephansplatz 9. Onderdeel van het concept van het bedrijf was dat klanten hun oude kleding konden doneren en korting kregen op de aankoopprijs van nieuwe textielsoorten.
De toen opkomende kledingindustrie werd gestimuleerd door een keizerlijk patent van 20 december 1859, dat de oude gildevoorschriften verving door een nieuwe, liberalere handelscode. Rothbergers bedrijf breidde zich uit en het gebouw aan de Stephansplatz werd verworven. De staat van het gebouw werd echter als precair beschouwd en er ontstond een langdurig dispuut over het bevel van de gemeenteraad om het te slopen. In 1886 werd het nieuwe "Kleiderpalast", een ontwerp van de architecten Fellner &amp; Helmer, geopend. Het nieuwe gebouw voldeed aan de modernste technische normen met elektrische verlichting, een hydraulische lift en centrale stoomverwarming. Huurders waren de banketbakkerij Victor Schmidt &amp; Zonen en een wasserette.
In 1893 verwierf Rothberger, wiens bedrijf inmiddels honderden bouwmeesters in Wenen in dienst had, ook het gebouw aan de Stephansplatz 11 en liet het herbouwen door het beproefde team van architecten. De verbinding tussen de twee huizen werd gemaakt achter het smalle huis aan de Stephansplatz 10, dat ertussen ligt.
Tijdens de nieuwbouw en de noodzakelijke aanpassingen aan de rooilijn ontstond er echter een conflict tussen Rothberger en het stadsbestuur van Wenen. Het conflict escaleerde, niet in de laatste plaats door de prominente ligging tegenover de Stephansdom en het toenemende antisemitisme in het midden- en kleinbedrijf. Op de gemeenteraadsvergadering van 8 mei 1894 vonden dan ook wilde taferelen plaats. Zo betreurde het christelijk-socialistische raadslid Josef Gregorig het dat “een Joods kasteel, een mausoleum van oude broeken, op een oude Duitse plek zal verrijzen.” Dit belemmerde de succesvolle voortgang van het bedrijf echter aanvankelijk niet. Toen Jakob Rothberger op 30 maart 1899 overleed, liet hij een aanzienlijk fortuin na. In de overlijdensberichten werd hij geëerd als de grondlegger van de grootschalige geïndustrialiseerde kledingindustrie in Oostenrijk. De leiding van het bedrijf werd vervolgens gezamenlijk overgenomen door de zonen Heinrich, Alfred en Moriz. Ter gelegenheid van het vijftigjarig jubileum van het bedrijf, dat al in 1867 was opgericht als keizerlijk en koninklijk hofleverancier, ontving elke koper op 20 mei 1905 een goed functionerende Amerikaanse klok.
Het bedrijf bleef actief in het eerste deel van de 20e eeuw. Het werd gedurende de 19e eeuw succesvol gerund als familiebedrijf. In 1938, na de Anschluss, werd het echter "geariseerd"; de koper was Wilhelm Bührer, een Berlijnse koopman, die al snel in financiële moeilijkheden raakte. Aan het einde van de oorlog in 1945 brandden de twee Rothberger-huizen af. De eerste stap was het uitvoeren van renovatie- en verbouwingswerkzaamheden, die vooraf door een bank werden gefinancierd. De erfgenamen Rothberger verkochten het gebouw echter uiteindelijk aan een verzekeringsmaatschappij en de herbouw voldeed aan de esthetische ideeën van de naoorlogse periode.